# Lancia (djur)
Lancia är ett släkte av fjärilar. Lancia ingår i familjen Crambidae.

## Dottertaxa tillLancia, i alfabetisk ordning[1]
- Lancia adiposalis
- Lancia argentescens
- Lancia argentilinea
- Lancia argyrosticta
- Lancia bilineatella
- Lancia chiloides
- Lancia chilopsisina
- Lancia clorana
- Lancia cluaca
- Lancia congruella
- Lancia digrammica
- Lancia discordella
- Lancia eambardella
- Lancia gigantea
- Lancia gyges
- Lancia herstanellus
- Lancia huarmellus
- Lancia impunctella
- Lancia invidella
- Lancia lactealis
- Lancia luceria
- Lancia nampa
- Lancia nigrescentella
- Lancia patara
- Lancia phrontisalis
- Lancia plumbealis
- Lancia pravella
- Lancia prodigealis
- Lancia puncticilialis
- Lancia rhaetia
- Lancia ruptilineella
- Lancia schoenobina
- Lancia similis
- Lancia somenella
- Lancia teinopalpia
- Lancia titana
- Lancia titanalis
- Lancia virgatus